# Панютин, Олег Викторович
Олег Викторович Панютин (азерб. Oleq Viktoroviç Panyutin; 10 мая  1983, Баку, Азербайджанская ССР) — азербайджанский спортсмен-паралимпиец, выступавший в категории инвалидности F12 и T13 (с нарушением зрения). Двукратный паралимпийский чемпион (2008, 2012). Главный тренер сборной Азербайджана по параатлетике. 

### Карьера параатлета
Олег Панютин — чемпион летних Паралимпийских игр 2004 года в Афинах (прыжки в длину) и летних Паралимпийских игр 2012 года в Лондоне (тройной прыжок), бронзовый призёр летних Паралимпийских игр 2008 года в Пекине (прыжки в длину) и 2012 в Лондоне (эстафета 4×100 метров), чемпион Европы 2005 и серебряный призёр чемпионата мира 2006 по прыжкам в длину, чемпион мира 2011, а также серебряный призёр чемпионата Европы 2009 в тройном прыжке. 26 июня 2011 года побил европейский рекорд (15.09 м) по этому виду спорта в категории F12 среди мужчин. Чемпион Европы 2012 в эстафете 4×100 метров.
В 2008 году Панютину была присвоена Специальная олимпийская стипендия Президента Азербайджанской Республики.
В 2016 году по случаю 20-летнего юбилея создания Национального паралимпийского комитета Азербайджанской Республики и за заслуги в развитии паралимпийского движения в Азербайджане Панютин в соответствии с распоряжением президента Азербайджана был награждён «Почётным дипломом Президента Азербайджанской Республики».

### Тренерская деятельность
После завершения спортивной карьеры был назначен на пост главного тренера паралимпийской сборной Азербайджана по лёгкой атлетике.
На Паралимпийских играх 2020 в Токио подопечные Панютина взяли 6 медалей: 4 золота, 1 серебро и 1 бронзу. Распоряжением президента Азербайджанской Республики Ильхама Алиева от 6 сентября 2021 года Олег Панютин за высокие достижения на XVI летних Паралимпийских играх в Токио и заслуги в развитии азербайджанского спорта был награждён медалью «Прогресс».
На Паралимпийских же играх 2024 в Париже подопечные Панютина взяли 4 медали: 3 золота и 1 серебро. Распоряжением президента Азербайджанской Республики Ильхама Алиева от 10 сентября 2024 года Олег Панютин за высокие достижения на XVII летних Паралимпийских играх в Париже и заслуги в развитии азербайджанского спорта был награждён орденом «Труд» I степени.